# DeLaMar

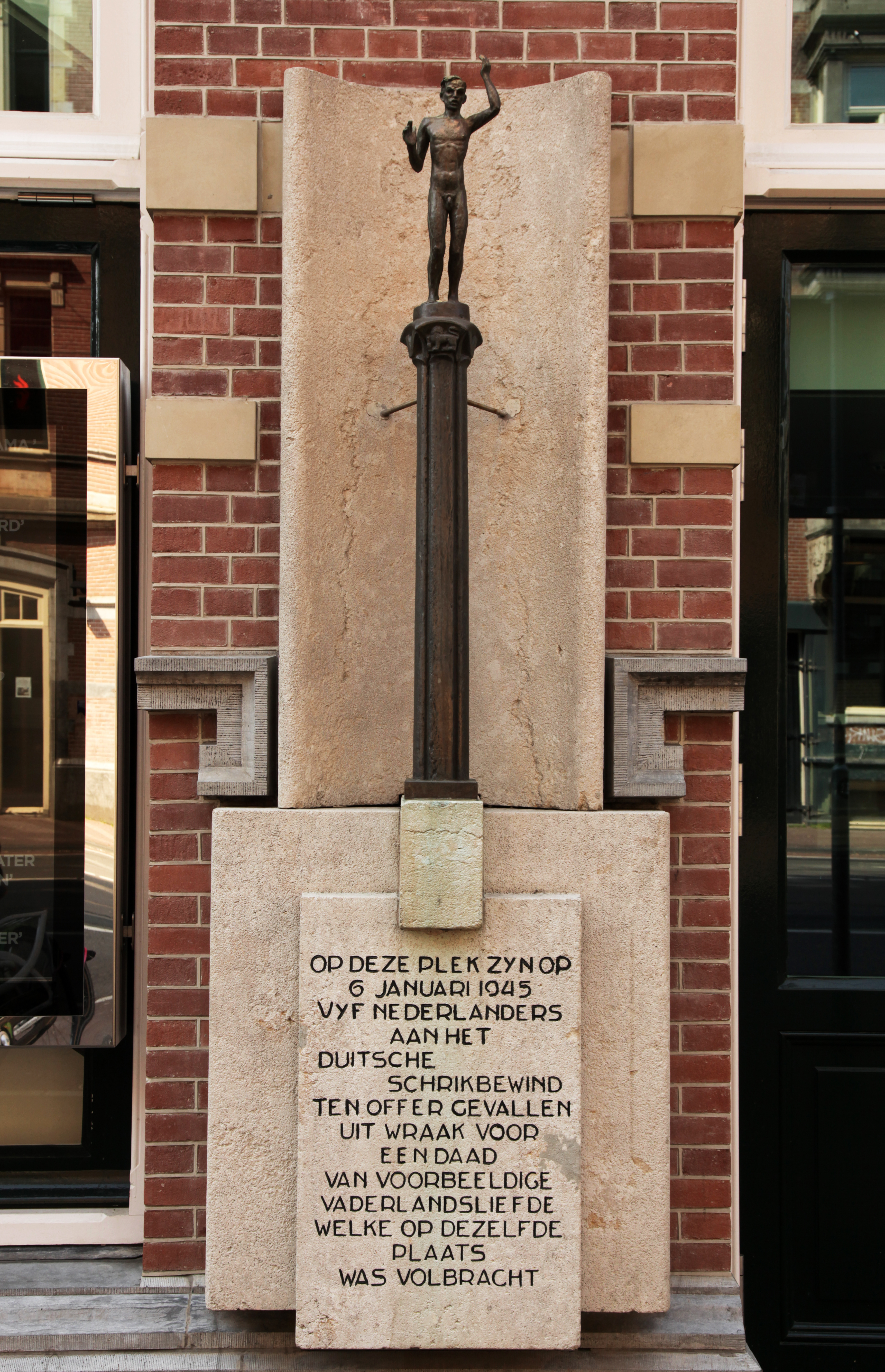
Denkmal zur Erinnerung an den Brandanschlag und der folgenden Racheaktion der Besatzer

Das DeLaMar ist ein Theaterkomplex im Zentrum von Amsterdam mit zwei Sälen, die mit 601 und 949 Plätzen bestuhlt sind. Das Gebäude liegt in der Marnixstraat nahe des Ausgehviertels Leidseplein in Amsterdam.

## Geschichte

### Spieghelschool

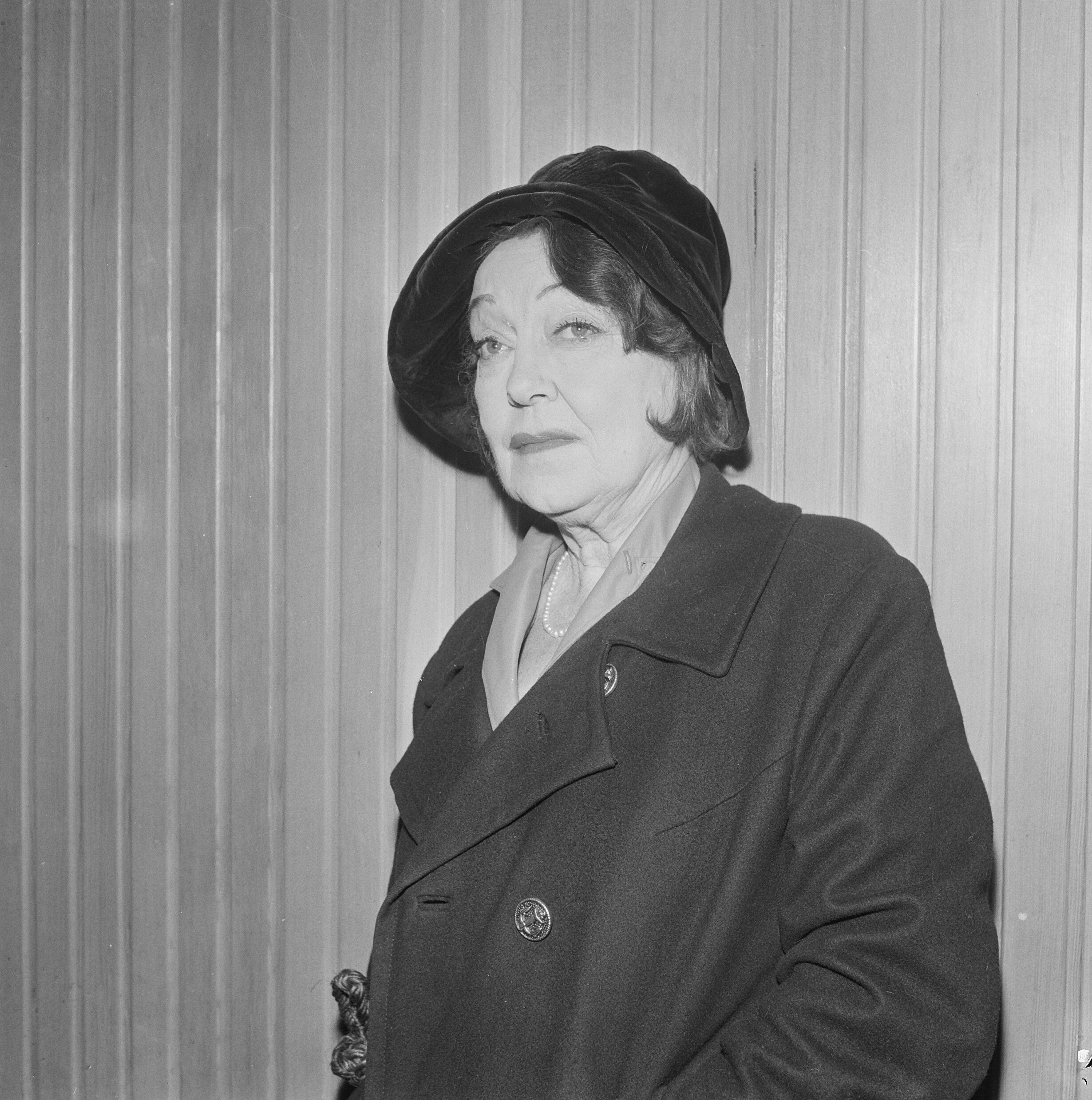
Die Namensgeberin und erste Besitzerin des Theaters Fien de la Mar im Jahr 1965

Auf dem Grund des heutigen Theaters stand eine Grundschule, die Spieghelschool, erbaut 1887 und benannt nach Hendrik Laurenszoon Spiegel. Diese wurde in den 1930er Jahren für den Schulunterricht als untauglich erklärt und diente fortan als Lager, unter anderem für Bühnenbilder der gegenüberliegenden Stadsschouwburg.
Während des Zweiten Weltkriegs diente das Gebäude als Rekrutierungs- und Verwaltungsbüro des berüchtigten Arbeitseinsatz der deutschen Besatzer. Als die Deutschen vergeblich weitere Arbeitskräfte suchten, die halfen den Westwall zu verstärken, beauftragte der Leiter des Büros neun Rekrutierungsbeamte, bestehend aus Mitgliedern der faschistischen NSB und Deutschen. Widerstandskämpfer suchten diese zu Hause auf, erschossen sechs von ihnen und verwundeten die anderen drei schwer. Zeitgleich zündeten sie das Rekrutierungsbüro an, welches darauf völlig ausbrannte. Die deutschen Besatzer nahmen Rache, indem sie fünf Gefangene aus dem Arresthaus an der Weteringschans holten und vor der Brandruine exekutierten. An dieses Racheverbrechen erinnert heute ein Denkmal.

### Theater De la Mar
Das Gebäude wurde nach der Befreiung von dem Ehepaar Piet Grossouw und Fien de la Mar erworben. Der Architekt und die Kabarettistin wollten hierin ein kleines eigenes Theater einrichten. Sie benannten es Theater De la Mar, nach dem 1930 verstorbenen Vater Nap(oleon) de la Mar. Die Premiere ihres ersten Bühnenstücks, Maya von Simon Gantillon, aufgeführt von der Theatergesellschaft Comedia, erfolgte am 31. Juli 1947. Fien de la Mar trat dort mehrere Jahre lang in den bekannten Kabaretts von Cor Ruys und Willy van Hemert auf. Dem Theater ging jedoch bald das Geld aus und 1950 mussten Grossouw und De la Mar das Theater aufgeben. De la Mar bezeichnete das Scheitern als „Debakel“.

### Nieuwe De la Mar Theater
Der Kinobetreiber A.B.M. van Royen (Besitzer mehrerer Kinos in Amsterdam und Rotterdam) erwägte noch das Haus zu erwerben und ein Kino unter dem Namen „Cinema de La Mar“ eröffnen. 1952 übernahm Wim Sonneveld die Geschäfte des Theaters, zusammen mit dem ehemaligen Widerstandskämpfer und Begründer des Eye Filmmuseum Piet Meerburg und Paul Kijzer. Sie gründeten am 8. Mai 1953 die Firma Nieuwe De la Mar Theater B.V. und benannten das Theater um Nieuwe De la Mar Theater (Neues De La Mar Theater). Dies führte zur Verärgerung der Namensgeberin Fien de la Mar, die seitdem das Theater nie wieder betrat. Das Theater wurde durch den Anbau eines Balkons von 300 auf 500 Plätze erweitert. Am 23. Dezember 1952 wurde das Theater mit Wim Sonnevelds Musical Het meisje met de grote voeten eröffnet.
Der beliebte Kabarettist Wim Kan begann nach seinem Neustart an der Leidsekade auch im Nieuwe De la Mar-Theater aufzutreten und verschaffte dem Theater mit seinen Oudejaarsconferences (eine Art satirischer Jahresrückblick) landesweite Bekanntheit. Es folgte eine Blütezeit mit Kabarettabenden von Wim Sonneveld, politisch engagiertem Kabarett von Wim Kan und Musicals von Annie M.G. Schmidt. Außerdem wurden Theaterstücke und Kindervorstellungen gezeigt. Edward Albees viel beachtetes Stück Wer hat Angst vor Virginia Woolf? hatte 1964 im Nieuwe de la Mar mit De Nederlandse Comedie seine niederländische Erstaufführung.
In den 1960er Jahren wurde es mit zwei weiteren Sälen mit dem Theater Bellevue zu einem Großkino unter dem Namen „Bellevue/Cinerama“ verbunden. Der Eingang auf der Singelgrachtseite wurde verschlossen, sodass der Zutritt nur noch von der Marnixstraat aus möglich war.
Sonneveld blieb bis zu seinem Tod 1974 dem Theaterbereich des De La Mar verbunden. Meerburg blieb noch bis 1987 Eigentümer und Leiter. Danach übernahm die Stadt Amsterdam den Betrieb des Hauses. Ab 1987 erfolgte zudem eine enge Zusammenarbeit mit dem Theater Bellevue.
Der Theaterkomplex „Bellevue/De la Mar“ schloss am 31. Dezember 2005 seine Türen. Freek de Jonge war der letzte Künstler, der dort auftrat. Und die Komödie Een Rits te Ver von und mit Jon van Eerd war die letzte Bühnenproduktion, die im alten Theater zu sehen war. Seitdem besteht das Theater Bellevue wieder als eigenständiger Veranstaltungsort. Die letzten Filme vor dem Umbau an der Marnixstraat zum neuen Delamar-Komplex – und der Trennung vom Theater Bellevue –, waren Sky Over Holland und Cinema Paradiso., bevor der Umbau zum heutigen DeLaMar begann.

### DeLaMar Theater
Das Gebäude im Besitz der Stadt Amsterdam wurde in Unterhalt und Renovierungsbedarf dieser zu teuer und sie bot es zusammen mit einigen angrenzenden Gebäuden für 65 Millionen Euro auf dem Markt an. Die VandenEnde Foundation erwarb das Ensemble und verband in Zusammenarbeit mit den Architekten Arno Meijs und Jo Coenen, das 'Nieuwe De la Mar Theater' und das angrenzende Kino Calypso zu einem neuen Theaterkomplex. Der Komplex wurde im November 2010 fertiggestellt. Am 18. November 2010 fand die feierliche Eröffnung durch Königin Beatrix statt. Zuerst wurde das Musical La Cage Aux Folles aufgeführt. Die Fassade des Theaterkomplexes zeichnet sich durch eine Glasstruktur aus, innerhalb derer die ursprüngliche Fassade der Spieghelschool von 1887 integriert wurde. Das DeLaMar Theater stellt nach eigener Aussage das „Flaggschiff“ der VandenEnde Foundation dar.
Nach der Eröffnung stellte die Stiftung für zehn Jahre 63 Millionen Euro für die Programmgestaltung durch einen unabhängigen Verwaltungsrat zur Verfügung. Der jährliche staatliche Zuschuss von 2 Millionen Euro deckt die Miete des Komplexes ab. Die Stadt Amsterdam wünschte, dass das DeLaMar kein reines „Joop van den Ende-Theater“ werden sollte, auch wenn die „Joop van den Ende Theatre Productions“ nicht von der Teilnahme ausgeschlossen sind. Die Programmgestaltung sollte im Stil des alten Nieuwe Theater De la Mar bleiben. Das bedeutete, dass sowohl Theater als auch Kabarett und sowohl kostenlose als auch subventionierte Produktionen gezeigt werden sollten. Nach Einschätzung von Jeannette Smit, der ehemaligen Direktorin der Kombination Bellevue/DeLaMar und derzeitige Direktorin des Theaters Bellevue, gelang dies nicht.
2016 wurden 60 Prozent des DeLaMar an die Kapitalgesellschaft CVC Capital Partners veräußert.

## DeLaMar West
Von 2021 bis 2024 besaß das DeLaMar Theatre einen zweiten Standort in Amsterdam Nieuw-West, der sich der Entwicklung neuer Musicals und anderer Formen des Musiktheaters widmete. Das Theater an  der Laan Van Spartaan 4 verfügte über 165 Plätze. Es handelte sich um einen ebenerdigen Theatersaal mit aufgeschrägten Rängen. Aus Rentabilitätsgründen wurde das Theater 2024 dauerhaft geschlossen.

## Trivia
- Fien de la Mar, deren gleichnamiges Theater zu Ende der 1940er Jahre unter Besucherschwund litt soll zu Wim Sonneveld, der sehr erfolgreich am Leidseplein Theater auftrat, gesagt haben: „Ich versteh gar nichts! Die Scheißecke (orig: „Drollenhoek“), die Pissecke bei dir ist jeden Abend ausverkauft und kein Hund kommt in meine Bonbonniere!“[15][16]
- Nach ihrem Tod 1965 wurde Fien De la Mar im Foyer ihres früher eigenen Theaters aufgebahrt.
- Die beiden Säle des DeLaMar sind nach Wim Sonneveld und Mary Dresselhuys benannt.